# Эррар, Шарль
Шарль Эррар, называемый Младшим (фр. Charles Errard; 1606—1689) — французский рисовальщик, живописец, архитектор и гравёр  академического классицизма, один из первых двенадцати академиков — «старейшин» (в 1648 году) и директор (1675—1683) Королевской Академии живописи и скульптуры, соучредитель (в 1666 году) и директор (1666—1672; 1675—1684) Французской академии в Риме.

## Биография
Родившийся в Нанте, Шарль Эррар прошёл обучение рисунку и живописи у отца, Шарля Эррара Старшего, придворного художника Людовика XIII. Долгая карьера сына во Франции прерывалась несколькими поездками в Рим, куда он, получив королевскую стипендию, отправился учиться у отца в 1625 году, и в 1627 году.
Шарль Эррар зарисовывал античные произведения искусства: фигуры, бюсты, рельефы, орнаменты и колонну Траяна, а также современные здания. Он познакомился с Никола Пуссеном и его покровителем Кассиано даль Поццо, для которого написал две картины.
После своего возвращения в Париж в 1643 году он сотрудничал с французскими любителями искусства и коллекционерами, включая, среди прочих, братьев Поля Фреара де Шантелу и Ролана Фреара де Шамбре.
В 1648 году Эррар стал одним из основателей Королевской академии живописи и скульптуры и был избран одним из первых двенадцати старейшин, отвечавших за её управление.
В 1651 году он создал иллюстрации по эскизам Пуссена к «Трактату о живописи» Леонардо да Винчи. После своего назначения декоратором королевского дворца он получил заказы на украшение дворцов Лувра, Фонтенбло, Сен-Жермен-ан-Ле и Версаля. Он также работал художником-декоратором в королевской опере.
Как гравёр Эррар иллюстрировал, среди прочего, «Жизнеописания» Джованни Пьетро Беллори и анатомический атлас для учащихся Французской академии в Риме, одну из первых анатомических книг для художников. В 1664—1665 годах он по поручению короля посетил Фландрию для подбора произведений искусства для королевской коллекции.
Соперничество с Шарлем Лебреном побудило его совершить ещё одну поездку в Рим, на этот раз взяв с собой двенадцать учёных, чтобы основать Академию Франции в Риме от имени своего покровителя, французского министра Жана-Батиста Кольбера. В 1673 и 1675 годах он был избран директором Академии Святого Луки. С 1675 по 1683 год Эррар официально был директором Королевской академии живописи и скульптуры, но его отсутствие в Париже означало, что де-факто эту роль исполнял Лебрен. После смерти Кольбера в 1683 году Эррар подал в отставку со своей должности.
Скончавшись в Риме в возрасте восьмидесяти двух лет, Шарль Эррар был похоронен в церкви Сантиссима-Тринита-дей-Монти. Он оставил Людовику XIV бронзовые копии флорентийских скульптур, в частности скульптур Микеланджело в капелле Медичи (ныне они находятся в Лувре).